# Aristocypha immaculata
Aristocypha immaculata är en trollsländeart som först beskrevs av Selys 1879.  Aristocypha immaculata ingår i släktet Aristocypha och familjen Chlorocyphidae. Inga underarter finns listade i Catalogue of Life.